# Стоун, Нельсон
Не́льсон Сто́ун (англ. Nelson Stone; 2 июня 1984, Лаэ) — легкоатлет, представляющий на международных стартах Папуа-Новую Гвинею. Участник Олимпийских игр в Лондоне.

## Биография
Первых успехов добился в 2007 году на Тихоокеанских играх, которые проходили на Самоа. Там Стоун выиграл две индивидуальные бронзовые награды на дистанциях 200 и 400 метров, а также стал серебряным призёром в эстафете 4х400.
В 2009 году дебютировал на чемпионатах мира. В Берлине он выступил только на четырёхсотметровке, которую преодолел за 47.13 и занял в своём предварительном забеге последнее место.
На Играх Содружества—2010 выходил в полуфинал на профильных дистанциях, но на обеих дистанциях не смог пройти в финал, даже несмотря на то, что на четырёхсотметровке установил личный и национальный рекорды — 46.70. Зато более успешно выступил на чемпионате Океании, который проходил в Австралии. На дистанциях 100 и 400 метров Стоун завоевал серебряные награды, а на двухсотметровке — золотую, показав рекордное время чемпионатов 21.09.
В 2011 году на чемпионате мира вновь выступил на дистанции 400 метров. Показав время 47.86 он смог стать в своем забеге не последним, опередив спринтера из Гвинеи. В том же году завоевал два золота и два серебра на Тихоокеанских играх.
На Олимпиаде в Лондоне выступал на четырёхсотметровке. В своём забеге он показал шестое время (46.71), опередив казаха Зайкова и брунейца Росити. Этот результат не позволил Нельсону Стоуну пробиться в следующий раунд соревнований.